# Andris Šķēle
Andris Šķēle (ur. 16 stycznia 1958 w Ape) – łotewski polityk i przedsiębiorca, parlamentarzysta, premier Łotwy w latach 1995–1997 i 1999–2000, założyciel i dwukrotnie przewodniczący Partii Ludowej.

## Życiorys
W 1976 ukończył szkołę średnią w Jełgawie, a w 1981 studia na Łotewskiej Akademii Rolniczej w Jełgawie. Uzyskał następnie stopień kandydata nauk. W latach 80. był pracownikiem instytutu badawczego sektora rolnego, pełnił m.in. funkcję jego dyrektora. Na początku lat 90. był wiceministrem rolnictwa. Zajął się następnie biznesem,
obejmując różne stanowiska w przedsiębiorstwach. Stał się jednym z najbogatszych ludzi na Łotwie. W 2010 wartość majątku jego rodziny szacowano na ponad 50 milionów łatów.
W 1995 powrócił do aktywności politycznej. W grudniu tegoż roku został bezpartyjnym premierem. W styczniu 1997 podał się do dymisji, jednak na prośbę Guntisa Ulmanisa w lutym skonstruował swój drugi gabinet. Zrezygnował w lipcu 1997, kończąc urzędowanie w kolejnym miesiącu. W międzyczasie tymczasowo wykonywał obowiązki ministra finansów. W 1998 stanął na czele nowego ugrupowania pod nazwą Partia Ludowa. Z jej ramienia w tym samym roku i ponownie w 2002 uzyskiwał mandat poselski. W lipcu 1999 powrócił na urząd premiera. Podał się do dymisji w kwietniu 2000, w maju zastąpił go Andris Bērziņš. W 2000 pełnił funkcję ministra gospodarki. W 2002 zrezygnował z kierowania Partią Ludową, a w styczniu 2003 złożył mandat poselski.
Do działalności politycznej powrócił w 2009, gdy ponownie stanął na czele swojego ugrupowania. W latach 2010–2011 zasiadał w Sejmie X kadencji. W 2011 Partia Ludowa została rozwiązana.

## Życie prywatne
Jego pierwszą żoną była Dzintru Šķēli, z którą ma dwie córki Madarę i Anete. Jego drugą żoną została Kristiāna Lībane-Šķēle, z którą ma syna Edvardsa.